# Tjörn (comune)
Tjörn è un comune svedese di 14 962 abitanti, situato nella contea di Västra Götaland. Il suo capoluogo è la cittadina di Skärhamn.

## Località
Nel territorio comunale sono comprese le seguenti aree urbane (tätort):
- Åstol
- Bleket
- Höviksnäs
- Kållekärr
- Klädesholmen
- Myggenäs
- Rönnäng
- Skärhamn (capoluogo)
- Stora Dyrön